# Wolfgang Klapper
Wolfgang Klapper (* 1959 in Leverkusen) ist ein deutscher Diplomat und Lyriker. Er ist seit 2020 Botschafter der Bundesrepublik Deutschland in der Republik Kongo.

## Leben
Wolfgang Klapper studierte Rechtswissenschaft in Freiburg, München und Bonn. In Bonn wurde er 1992 mit einer Arbeit über Die Rechtsstellung des Wechselinhabers nach dem UN-Wechselrechtsabkommen vom 9. Dezember 1988 promoviert. Im Anschluss an das zweite juristische Staatsexamen war er zwischen 1989 und 1990 als Richter am Verwaltungsgericht Düsseldorf tätig.
Nach seinem Eintritt in den Auswärtigen Dienst im Jahre 1990 und nach Abschluss der Diplomatenausbildung führten ihn erste Einsätze an die Botschaften in Irland, Malawi und Australien. Während seiner Zeit in Australien war er von 2001 bis 2003 stellvertretender Leiter des Komitees für Verwaltung und Finanzen der Kommission zur Erhaltung der lebenden Meeresschätze der Antarktis.
Neben Tätigkeiten im Auswärtigen Amt in Bonn und Berlin folgten Einsätze in Paris als Leiter des Referats für Rechts- und Konsularangelegenheiten von 2008 bis 2010 und in Algier als stellvertretender Botschafter von 2014 bis 2017.
Ab August 2017 war er Vizepräsident, Direktor für Regionale Sicherheit und Leiter der Brüsseler Niederlassung des EastWest Institutes (EWI), ab 2020 Senior Fellow des EWI. Während dieser Zeit realisierte im Rahmen der "track-2 diplomacy" Dialogprojekte zwischen verfeindeten Staaten, veröffentlichte Fachartikel und führte Diskussionsveranstaltungen durch.
2020 wurde er zum Botschafter in der Republik Kongo ernannt und am 25. Februar 2021 vom Staatspräsidenten Dennis Sassou Nguesso in Brazzaville zur Überreichung seines Beglaubigungsschreibens empfangen.
Als Autor verfasste Klapper mehrere Lyrikbände, die Balladen in Gedichtform, Sonette und Songs enthalten.

## Veröffentlichungen
- Akteure, Aktivisten weltweit und ihre Handlungen in 60 Balladen. Norderstedt 2021, ISBN 978-3-7407-7033-4.
- Hart am Meer, Irische Balladen und Lieder. Norderstedt 2021, ISBN 978-3-7407-7225-3.
- Waldbegegnungen, Capriccio für Cello, Liebesregung aus der Ferne, Planetenwunder – wunder Planet. 1.  Auflage. Norderstedt 2021, ISBN 978-3-7407-8385-3.
- Der Schuldige, Abschied von Anika. 1.  Auflage. Norderstedt 2021, ISBN 978-3-7407-8441-6.